# Artikulationsort

Wichtige anatomische Strukturen und Resonanzräume dargestellt in sagittaler Ebene. Der menschliche Vokaltrakt mit den Bereichen, in denen verschiedene Laute geformt werden.

Artikulationsorte:
1. exolabial 2. endolabial 3. dental 4. alveolar 5. postalveolar 6. präpalatal 7. palatal 8. velar 9. uvular 10. pharyngal 11. glottal 12. epiglottal 13. radikal 14. posterodorsal 15. anterodorsal 16. laminal 17. apikal 18. sublaminal

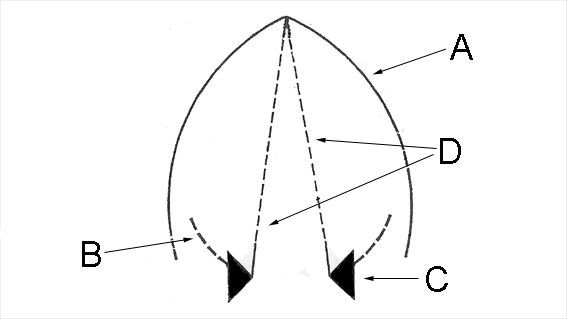
Die Bewegung der Stimmbänder und verschiedene anatomisch wichtige Strukturen (Abbildung in Atmungsstellung); A: Schildknorpel, B: Ringknorpel, C: Stellknorpel, D: Stimmlippen

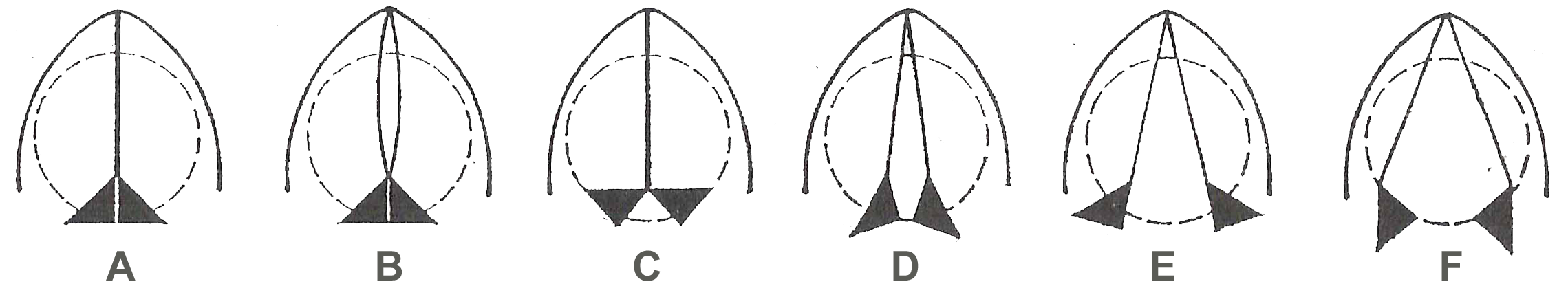
Positionen der Glottis in verschiedenen Stellungen, so des Stellknorpel und Stimmlippen; A: Glottisverschluss, B: Phonationsstellung, C: Flüsterstellung, D: Hauchstellung; E: Atmungsstellung oder Ruhestellung; F: Tiefatmungstellung

Der Artikulationsort (die Artikulationsstelle) bezeichnet in der Phonetik jene relativ unbeweglichen Stellen im Mundraum, die für die verhältnismäßig beweglichen Artikulationsorgane (Zunge, Unterlippe, Glottis) das Bewegungsziel bei der Artikulation von Sprachlauten darstellen. Der Artikulationsort wird auch passiver, das Artikulationsorgan aktiver Artikulator genannt.

## Einführung
Laute entstehen durch das Bilden von Verengungen oder teilweisen bzw. totalen Verschlüssen zwischen Artikulationsort und Artikulationsorgan. Im weitesten Sinne bezeichnet man die Position, an der die Verengung am schmalsten ist, ebenfalls als Artikulationsort.
Durch Angabe der Artikulationsart, dem Artikulationsort, dem Artikulationsorgan und dem Vorhandensein und Nichtvorhandensein von Stimme lassen sich Konsonanten einigermaßen hinreichend beschreiben.
Laute mit dem gleichen Artikulationsort, etwa [⁠p⁠] und [⁠m⁠], nennt man homorganisch oder homorgan.

## Unterscheidung

### Die Artikulationsorte
Laute können nach Artikulationsorten unterschieden werden:
- Ein Labial (exolabial, endolabial) wird an der Oberlippe gebildet. Ein Bilabial mit beiden Lippen.
  - Beispiele: [b] und [p] im Deutschen.
- Ein Dental wird mit den Zähnen (lat. dentes) gebildet. 
  - Beispiele: [f] und [v] im Deutschen, die th-Laute im Englischen.
- Ein Alveolar wird am Zahndamm, den Alveolen, gebildet.
  - Beispiele:  [t], [d], [s], [z], aber auch [l] im Deutschen.
- Ein Postalveolar wird hinter dem Zahndamm gebildet.
  - Beispiel:  [ʃ] im Deutschen (der stimmlose sch-Laut).
- Ein Präpalatal wird vor dem Gaumen (lat. palatum durum) gebildet.
  - Dies sind meist retroflexe Laute, wie sie beispielsweise im Hindi vorkommen.
- Ein Palatal wird am vorderen, harten Gaumen gebildet.
  - Beispiele: das [j] oder das [ç] (der ich-Laut) im Deutschen
- Ein Velar wird am Gaumensegel (lat. velum palatinum) gebildet.
  - Beispiele: das [k], [g], [ŋ] (der ng-Laut) oder [x] (der ach-Laut) im Deutschen
- Ein Uvular wird unter Beteiligung des Gaumenzäpfchens (lat. uvula) gebildet.
  - Beispiel: das Zäpfchen-r ([ʁ]) im Standarddeutschen.
- Ein Pharyngal wird im Rachenraum (Pharynx) gebildet.
  - Beispiele: [ʕ] und [ħ], welche im Arabischen vorkommen
- Ein Epiglottal wird am Kehldeckel (Epiglottis) gebildet.
  - Beispiele: [ʢ] und [ʡ]
- Ein Glottal wird am Stimmapparat, der Glottis gebildet.
  - Beispiele: [h] und [ʔ] (stimmloser glottaler Plosiv, auch Knacklaut, welcher im Deutschen vor anlautenden betonten Vokalen gesprochen wird).

### Doppelartikulation
In vielen Sprachen existieren Laute, die an mehreren Orten gleichzeitig Verschlüsse bilden (Doppelartikulation). Ein Beispiel wäre das englische [w], wie es beispielsweise im Wort water, [ˈwɑɾɚ] (AE) bzw. [ˈwɔːtʰə] (BE) vorkommt. Bei diesem Laut wird sowohl eine Verengung zwischen den Lippen (labial) als auch am Velum (velar) gebildet. Der Laut wird dementsprechend labiovelar gebildet.
| Bezeichnung  | Artikulationsorgan            | Artikulationsort                    | Beispiel    |
| ------------ | ----------------------------- | ----------------------------------- | ----------- |
| bilabial     | Unterlippe (Labium inferius)  | Oberlippe (Labium superius)         | [⁠p⁠] [⁠b⁠] [⁠m⁠] |
| labiodental  | Unterlippe                    | obere Schneidezähne                 | [⁠f⁠] [⁠v⁠]     |
| dental       | Zungenblatt                   | obere Schneidezähne                 | [⁠d̪⁠]         |
| alveolar     | Zungenspitze (Apex linguae)   | Zahndamm (Alveolus dentalis)        | [⁠d⁠]         |
| postalveolar | Zungenblatt                   | harter Gaumen (Palatum durum)       | [⁠ʃ⁠] [⁠ʒ⁠]     |
| retroflex    | Zungenspitze                  | harter Gaumen                       | [⁠ɻ⁠]         |
| palatal      | Zungenrücken (Dorsum linguae) | harter Gaumen                       | [⁠ç⁠]         |
| velar        | Zungenrücken                  | weicher Gaumen, Gaumensegel (Velum) | [⁠k⁠] [⁠ɡ⁠]     |
| uvular       | Zungenrücken                  | Gaumenzäpfchen (Uvula)              | [⁠ʀ⁠]         |
| pharyngal    | Zungenwurzel (Radix linguae)  | Rachenwand (Pharynx)                | [⁠ħ⁠]         |
| glottal      | Stimmlippen                   | Stimmritze (Glottis)                | [⁠h⁠]         |